# Gladiolus arcuatus
Gladiolus arcuatus är en irisväxtart som beskrevs av Friedrich Wilhelm Klatt. Gladiolus arcuatus ingår i släktet sabelliljor, och familjen irisväxter. Inga underarter finns listade i Catalogue of Life.